# Bistum Mazara del Vallo
Das Bistum Mazara del Vallo (lateinisch Dioecesis Mazariensis, italienisch Diocesi di Mazara del Vallo) ist eine Diözese der römisch-katholischen Kirche in Sizilien mit Sitz in Mazara del Vallo. Sie gehört zu der Kirchenprovinz Palermo der Kirchenregion Sizilien und ist ein Suffraganbistum des Erzbistums Palermo.

## Weblinks

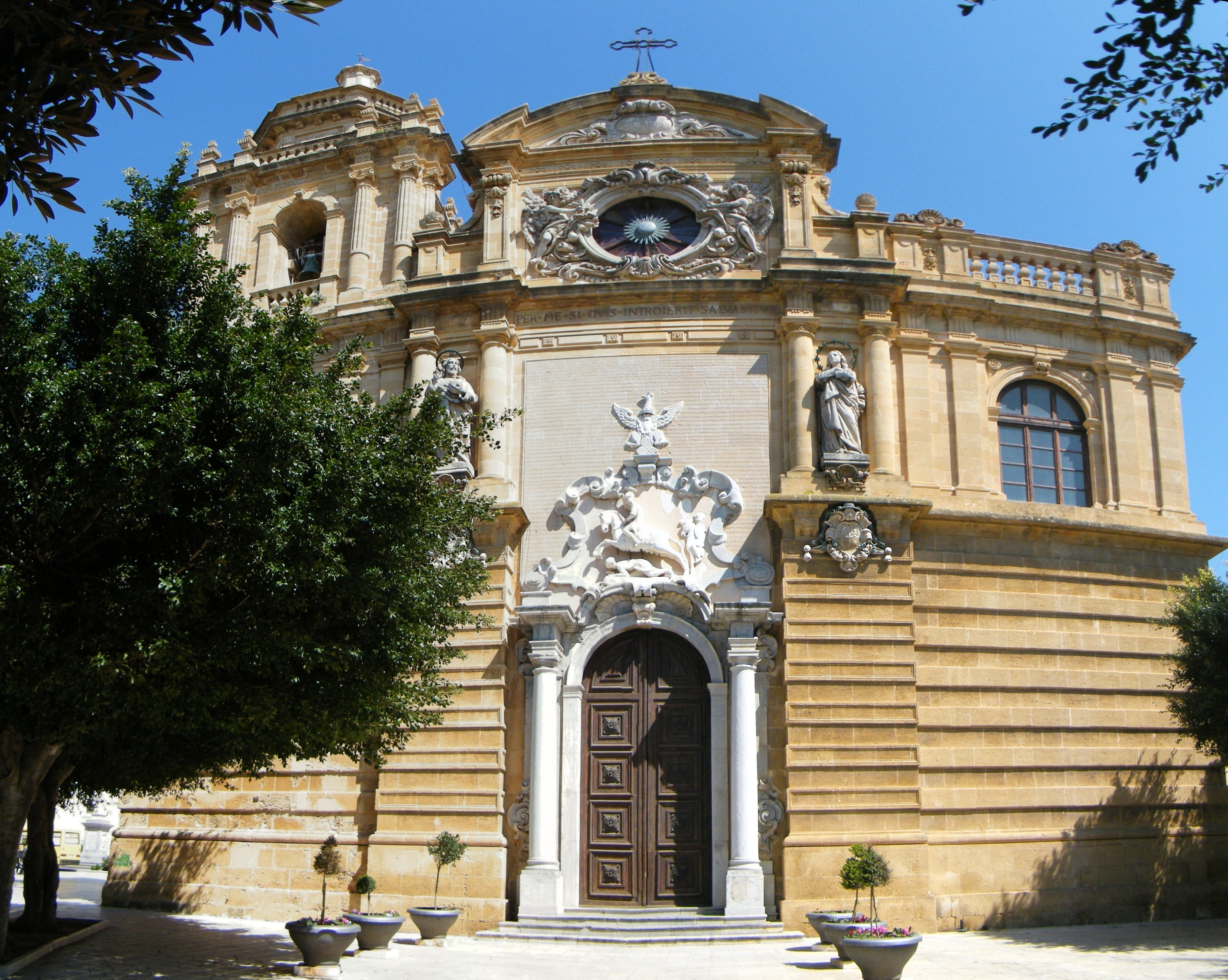
Kathedrale Mazara del Vallo

## Geschichte
Das Bistum Mazara del Vallo wurde 1093 durch Roger I. errichtet. Die Bischöfe des 12. Jahrhunderts sahen sich zeitweise als Nachfolger der Bischöfe des während der normannischen Eroberung untergegangenen Bistums Lilybaeum. Lange Zeit war es ein Suffraganbistum des Erzbistums Monreale. Als die Kirchenprovinz Monreale am 2. Dezember 2000 aufgelöst wurde, wurde das Bistum der Kirchenprovinz Palermo zugeordnet.